# Santa Fe (Texas)
Pour les articles homonymes, voir Santa Fe.
Santa Fe est une ville du comté de Galveston au Texas, au sud de Houston et à l'ouest de Texas City.
La population était de 12 222 habitants en 2010.